# John Spencer, 8.º Conde Spencer
Edward John Spencer, 8.º Conde Spencer (Londres, 24 de janeiro de 1924 — Londres, 29 de março de 1992) denominado Visconde Althorp até junho de 1975, foi um nobre britânico, oficial militar e cortesão. Ele era o pai de Diana, Princesa de Gales, e avô materno de Guilherme, Príncipe de Gales, e do príncipe Henrique, Duque de Sussex.

## Biografia
Lorde Spencer nasceu Edward John Spencer, Visconde Althorp, o único filho homem e o mais novo de Albert Spencer, 7º Conde Spencer, e sua esposa, anteriormente Lady Cynthia Hamilton, segunda filha do 3º Duque de Abercorn. Ele nasceu em 24 de janeiro de 1924 na casa da família em 24 Sussex Square, Bayswater, Londres. Ele foi educado em Eton, no Royal Military College em Sandhurst e no Royal Agricultural College. Popularmente conhecido por sua família e amigos como Johnnie Althorp, ele serviu como capitão no Royal Scots Grays de 1944 a 1945, e foi mencionado em despachos. Ele desembarcou na França no dia seguinte ao Dia D. Ele liderou uma unidade do exército britânico em uma operação para libertar duas cidades francesas, La Neuve-Lyre e La Vieille-Lyre. De 1947 a 1950, serviu como ajudante-de-campo de Sua Excelência o tenente-general Sir Willoughby Norrie, então governador da Austrália Meridional.
Ele estava noivo da debutante do ano de 1950, Lady Anne Coke (mais tarde Anne Tennant, Baronesa Glenconner, dama de companhia da Princesa Margaret). Seu pai se opôs ao casamento alegando "sangue louco", uma referência aos parentes institucionalizados da rainha, e o noivado foi rompido. Muito mais tarde, o diretor do Murdoch Children's Research Institute pensou que uma doença genética na família Hepburn-Stuart-Forbes-Trefusis pode ter matado membros masculinos da família na primeira infância e causado dificuldades de aprendizagem nas mulheres.
Spencer ocupou os cargos de Conselheiro do Condado de Northamptonshire (1952), Alto Xerife de Northamptonshire (1959) e Juiz de Paz de Norfolk (1970). Ele serviu como escudeiro do rei Jorge VI (1950–52) e da rainha Isabel II (1952–54), e foi investido como membro (quarta classe) da Real Ordem Vitoriana (MVO) em 1954. Antes de 1984, os graus de Tenente e Membro eram classificados como Membros (quarta turma) e Membros (quinta turma), respectivamente, mas ambos com os pós-nominais MVO. Ele era conhecido pelo título de cortesia Visconde Althorp até 1975, quando se tornou o 8º Conde Spencer após a morte de seu pai.